# Гусельниково (Пермский край)
Гусельниково — деревня в Кишертском муниципальном округе Пермского края России.

## История
Известна с 1651 года. В период с 2006 по 2019 годы входила в состав ныне упразднённого Андреевского сельского поселения Кишертского района.

## География
Деревня находится в юго-восточной части края, в зоне хвойно-широколиственных лесов, на правом берегу реки Сылвы, на расстоянии приблизительно 8 километров (по прямой) к востоку-юго-востоку (ESE) от села Усть-Кишерть, административного центра округа. Абсолютная высота — 131 метр над уровнем моря.
Климат
Климат характеризуется как умеренно континентальный, с продолжительной многоснежной холодной зимой и коротким умеренно тёплым летом. Средняя многолетняя температура самого холодного месяца (января) составляет −17,3 °С (абсолютный минимум — −51 °С), температура самого тёплого (июля) — 24,8 °С (абсолютный максимум — 37 °С). Среднегодовое количество осадков — 532 мм. Снежный покров держится в течение 170 дней в году.

## Население
| 2010 | 2011 | 2012 | 2013 | 2014 | 2015 | 2016 |
| ---- | ---- | ---- | ---- | ---- | ---- | ---- |
| 24   | →24  | ↗30  | ↗31  | ↘30  | ↗37  | ↘33  |

Половой состав
По данным Всероссийской переписи населения 2010 года в половой структуре населения мужчины составляли 33,3 %, женщины — соответственно 66,7 %.
Национальный состав
Согласно результатам переписи 2002 года, в национальной структуре населения русские составляли 100 % из 34 чел.